# Biblioteca internazionale La Vigna
La Biblioteca Internazionale "La Vigna" - Centro di Cultura e Civiltà Contadina è un istituto di documentazione specializzato nel settore degli studi sull'agricoltura e sul vino ed è considerato il più importante punto di riferimento per le ricerche ampelografiche a livello mondiale.
Ha sede a Vicenza in Contrà Porta Santa Croce n. 3, a Palazzo Brusarosco-Zaccaria, edificio ottocentesco in parte restaurato dall'architetto Carlo Scarpa.

## Storia dell'istituzione

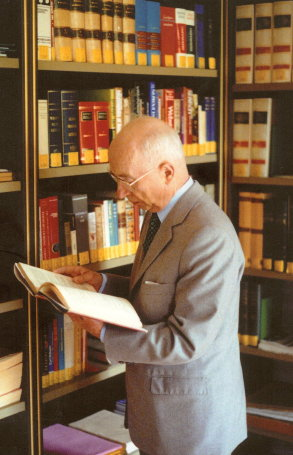
Il fondatore, Demetrio Zaccaria.

Il Centro di Cultura e Civiltà Contadina - Biblioteca Internazionale “La Vigna” nacque per iniziativa dell'imprenditore vicentino Demetrio Zaccaria che, imbattutosi per caso, a New York, nel 1951, in un libro di enologia, cominciò ad interessarsi alla materia. Dall'acquisto del primo libro, il Dictionary of Wine di Frank Schoonmaker, alla creazione di una biblioteca di carattere internazionale al servizio degli studiosi e degli appassionati, passarono vent'anni.
Demetrio Zaccaria partecipò a convegni internazionali e strinse importanti relazioni in tutto il mondo, iniziando a dedicarsi con assiduità all'acquisto sistematico di libri antichi e rari. Fondamentale fu l'incontro a Londra con André Simon, fondatore della International Wine and Food Society, autore di importanti opere di bibliografia sulla gastronomia e sul vino, oltre che figura di primo piano nel mondo del commercio dello Champagne, che divenne per Zaccaria un modello da seguire.
Nei primi anni settanta da Toscolano, in riva al Garda, dove viveva dal 1958, Zaccaria si trasferì definitivamente a Vicenza con tutti i suoi volumi, ormai diventati qualche migliaio. Nel 1980 acquistò Palazzo Brusarosco, sede dell'attuale biblioteca. L'anno dopo, ormai settantenne, preoccupato per le sorti della sua collezione e dopo vari e infruttuosi tentativi di darle una sistemazione, donò il palazzo insieme all'intera raccolta di circa 10.000 volumi al Comune di Vicenza, assumendo il ruolo di segretario generale del Centro di Cultura e Civiltà Contadina, nonché di direttore della Biblioteca Internazionale “La Vigna”. Morì nel 1993 dopo avere conseguito importanti riconoscimenti internazionali.

## Sede

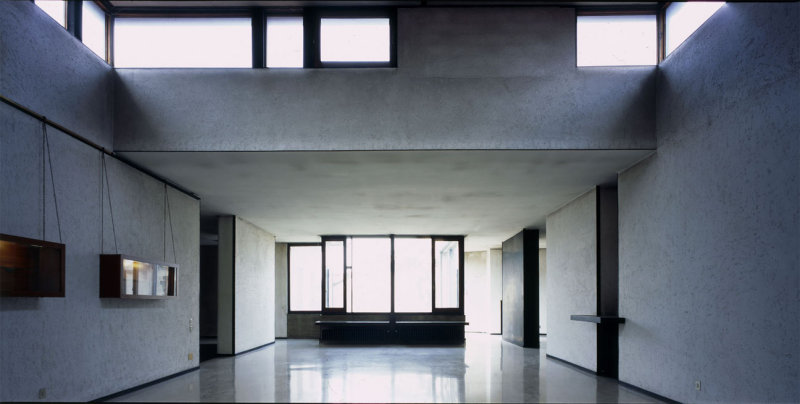
L'appartamento all'ultimo piano ristrutturato da Carlo Scarpa.

Il Centro e la Biblioteca hanno sede a Palazzo Brusarosco-Zaccaria.
Le scarse notizie sull'edificio originario lo fanno risalire a una casa eretta entro la cinta muraria scaligera nel XV secolo. Nei secoli successivi la casa subì varie trasformazioni, fra cui un ampliamento nel corso del Settecento attribuibile ad Ottone Calderari. Nel 1833 il nuovo proprietario Orazio Brusarosco affidò il rifacimento del portico e della facciata all'architetto Tommaso Becega.
Durante la seconda guerra mondiale il palazzo subì ingenti danni a seguito dei bombardamenti angloamericani.
Nei primi anni sessanta l'avvocato vicentino Ettore Gallo acquistò l'intero palazzo per trasferirvi studio professionale e residenza familiare, incaricando per la ristrutturazione l'architetto Carlo Scarpa. 
All'ultimo piano Scarpa progettò l'abitazione della famiglia Gallo, trasformando la soffitta in un ampio appartamento in cui confluiscono i due temi a lui cari: la residenza e l'allestimento museale. Fluidità di percorsi, assenza di porte, smussatura degli spigoli caratterizzano l'appartamento illuminato dall'alto da luce naturale, indiretta, diafana. 
L'appartamento, oggi denominato Spazio Scarpa, viene oggi utilizzato prevalentemente per mostre e convegni.
Al primo piano, dove oggi si sviluppa la Biblioteca, Scarpa consolidò il solaio del salone principale, così come il soffitto dell'androne d'ingresso, attraverso l'abile inserimento di putrelle all'interno degli apparati decorativi.
Al piano terra infine, adiacente al parco, venne previsto un appartamento indipendente, ora utilizzato come deposito per i libri.

## Raccolte
Il fondo librario ammonta oggi a circa 62.000 volumi, riguardanti prevalentemente l'agricoltura, la coltivazione della vite e la produzione vinicola, fino ad arrivare alla gastronomia. Argomenti cari al fondatore Demetrio Zaccaria furono anche l'allevamento delle api, la coltivazione della patata e la produzione dell'olio e del miele.
Il fondo è costantemente arricchito con acquisti selettivi sul mercato corrente e su quello antiquario.
Il fondo antico comprende una vasta gamma di opere che spaziano dal XV al XIX secolo. Tra le opere riguardanti l'enologia, la Biblioteca conserva il De naturali vinorum historia del medico romano Andrea Bacci (1596), una disamina dei vini italiani più famosi del XVI secolo, in cui vengono descritti numerosi terroir già famosi in quell’epoca per la produzione di vini eccellenti, come ad esempio la Franciacorta. È considerata la prima guida dei vini italiani. Tra le edizioni di gastronomia, il De honesta voluptate del Platina (1530), considerato il primo trattato di gastronomia moderna e l'Opera di Bartolomeo Scappi, cuoco di papa Pio V, una pietra miliare della gastronomia italiana.
Il trattato fisico-filologico-storico-medico-chimico Ampelographia (1660) del medico tedesco Philipp Jacob Sachs inizia la serie dei trattati sull'Ampelografia che fanno della Biblioteca un punto di riferimento internazionale sulla materia.
Costituiscono, inoltre, un filone importante della raccolta iniziale la letteratura e la poesia ditirambica: la Biblioteca possiede ben 63 edizioni delle 82 conosciute de Il Bacco in Toscana di Francesco Redi.
Nel tempo altre raccolte, oltre a quella originaria, sono entrate a far parte del patrimonio della Biblioteca, o attraverso donazioni o attraverso acquisti mirati. 
I fondi più importanti sono:
- il Fondo IRA (Ispettorato Regionale per l'Agricoltura):  che comprende la Biblioteca dei Comizi Agrari del Dipartimento di Vicenza e quella delle Cattedre ambulanti della provincia vicentina. Dono dell'Ispettorato Regionale dell'Agricoltura; consta di circa 2.500 opere stampate tra la fine dell'800 e i primi del '900, riguardanti la storia dell'economia agraria vicentina e veneta a cavallo dei secoli XIX e XX.
- il Fondo Fagiani: dono del vicentino d'adozione Fernando Fagiani, storico del pensiero economico e sociale del XIX e XX secolo; consta di circa 1.100 opere che spaziano dall'economia alla storia dell'agricoltura, non solo italiana ma anche europea.
- il Fondo Caproni: acquistato nel 1997 dagli eredi di Federico Caproni, fondatore con il fratello Gianni delle Industrie Aeronautiche Caproni; consta di circa 6.500 volumi concernenti prevalentemente la politica agraria del ventennio fascista e il tema delle bonifiche, ma contiene anche una nutrita serie di opere rare ed insostituibili sulla storia dell'agricoltura fra cui Della agricoltura di Rutilio Tauro Palladio nell'edizione veneziana del 1528.
- il Fondo Galla: è stato donato nel 2007 dall'avv. Mariano Galla; consta di circa 400 unità bibliografiche, tra volumi e periodici, la maggior parte databili tra il XX e il XXI secolo, di argomento venatorio: accanto a libri estremamente specialistici sulle varie tecniche di cattura della selvaggina, si trovano molti diari e racconti di caccia, preziosi libri illustrati sugli uccelli e in particolare sulle beccacce, alcuni manuali per ottenere la patente di cacciatore e varie enciclopedie.  Del modo di piantare e custodire una ragnaja e di uccellare a ragna è l'opera più antica (1790) e più curiosa del fondo. Attribuita erroneamente a Bernardo Davanzati e pubblicata spesso all'interno dell'Opera omnia del sopracitato autore, è invece uno scritto di G.A. Popoleschi, il quale descrive dettagliatamente come costruire e gestire questa trappola per uccelli, probabilmente inventata in Toscana nei pressi di Firenze.
- il Fondo Cerini di Castegnate: è stato acquisito nel 2011 grazie al contributo della Fondazione Monte di Pietà di Vicenza. Si tratta di una raccolta di circa 1400 volumi a stampa databili dagli inizi del '500 al '900, tutti di eno-gastronomia e culinaria. Il visconte Livio Cerini di Castegnate, ex proprietario del fondo ed originario di Castellanza, è uno dei più grandi scrittori di libri di culinaria del ventesimo secolo e per questo è stato definito il “Galileo Galilei della cucina”: fra le molte opere da lui pubblicate meritano una speciale menzione “Il grande libro del baccalà” e “Il cuoco gentiluomo”. Fra le più importanti e rare opere della sua raccolta, ora acquisita da “La Vigna” si possono indicare, a titolo esemplificativo, il “Recetario di Galieno”, pubblicato a Venezia nel 1512 (volume posseduto da sole 4 biblioteche in Italia); “Dell'arte del cucinare” di Bartolomeo Scappi del 1610; “Il perfetto maestro di casa”di Francesco Liberati del 1669; “L'arte di ben cucinare” di Bartolomeo Stefani del 1671, un'edizione de “I Semplici” del 1561 e il Ricettario Senese del 1745. Fra le numerose e rare edizioni francesi datate tra il XVI e il XIX secolo, un corpus difficilmente reperibile in Italia, sono presenti i più importanti autori di gastronomia del periodo: Escoffier, Menon e Carème. Di quest'ultimo, in particolare, è presente la rara edizione del 1847, L'art de la cuisine française, purtroppo incompleta, in quanto mancante dei volumi 4° e 5°. È presente inoltre l'edizione del Banchetto dei sapienti dell'Ateneo, molto rara. Per quanto riguarda i volumi del XX secolo, di particolare pregio sono le opere di Curnonsky e di Brillat Savarin.
- l'Archivio storico dell’azienda meccanica Laverda è stato donato il 26 ottobre 2016 da dalla famiglia Laverda. L’archivio ha una consistenza di 35 metri lineari e contiene migliaia di documenti, datati tra il 1879 e il secondo dopoguerra, circa 27.000 fotografie e una cineteca di filmati tecnico pubblicitari.
- Il Fondo "Alfredo Pelle": è stato donato nel 2017 dalla famiglia di Alfredo Pelle, il critico enogastronomico scomparso a dicembre 2016. La biblioteca conta circa 6.000 volumi tra monografie e periodici. È organizzata per aree tematiche. In sintesi queste le aggregazioni: Pasta, Pizza, Olio, Baccalà, Maiale, Vino e liquori (molto corposa la sezione), Erbe e spezie, Formaggi, Funghi, Patata, Caffè e Tè, Banchetti. Per ogni sezione ci sono i ricettari, i trattati, la storia, le curiosità. È una struttura che si ripete con anche una sorta di profondità storica delle opere edite. Altro grande segmento è quello dedicato alle cucine regionali. In forma di monografie dedicate, ma anche all’interno di grandi collane, pubblicate da quotidiani nazionali. Evidenziare la forte presenza della cucina emiliana è tautologico, visto il legame biografico ed affettivo di Alfredo Pelle con le sue radici emiliano-parmensi. Sono presenti anche scampoli monografici di cucine europee e internazionali. Non mancano collane prodotte da industrie o associazioni: quella del Riso Gallo, di Fazzi, Nardini, le numerose opere edite da Slowfood, dal Touring Club, dall’Accademia Italiana della Cucina, la ricca collana di Leggere è un gusto. Presenti anche gli Atlanti dell’INSOR. Cosa ormai rara, l’intera collezione del periodico La Gola. Altro grande tema è quello legato alla storia dell’alimentazione, all’antropologia. Non mancano le opere di Massimo Montanari, Alberto Capatti, Piero Camporesi… l’intera collana di appunti di gastronomia di Claudio Benporat. Ma anche gli atti del convegno organizzato dal Ministero per i Beni Culturali nel 1995: La cucina della memoria. E poi i classici, in più edizioni: Pellegrino Artusi, Petronilla, Ada Boni, Mario Soldati, Veronelli, Carnacina, Giuseppe Maffioli, il Cucchiaio d’argento fino ai grandi classici rinascimentali, in ristampa anastatica: Messisbugo, Scappi, Latini, Cervio, Corrado…
- Il fondo Cavalli consta di oltre 500 volumi e raccoglie la biblioteca personale di Raffaele Cavalli, donata nel 2025, dedicata agli interessi scientifici che sono stati alla base della sua attività di docente e di ricercatore nell’Università degli Studi di Padova.Il fondo si compone di tre raccolte specialistiche. La prima raccolta comprende volumi che trattano di aspetti diversi dei boschi e degli alberi, considerando non solo le componenti botanica e selvicolturale, ma anche quelle storica e mitologica e quelle di più recente interesse dedicate alla neurobiologia vegetale e alla terapia forestale. La raccolta comprende anche la serie completa e aggiornata della rivista Sherwood – Alberi e foreste oggi, rivista tecnico-scientifica rivolta ai tecnici e ai professionisti del settore forestale. La seconda raccolta specialistica riguarda volumi che affrontano l’approvvigionamento del legname, le sue lavorazioni e i suoi impieghi. La raccolta comprende tra l’altro le opere principali di Guglielmo Giordano, ricercatore che diede un importante impulso alla tecnologia del legno in Italia e anche un raro testo di Raffaele Cormio fondatore della Civica Siloteca di Milano, prima xiloteca pubblica. Degne di menzione sono anche le “Monografie dei legni” contenti campioni veri di legni. La raccolta include anche una notevole quantità di volumi dedicati alle operazioni di raccolta del legname sia in Italia sia all’estero e che considerano un arco temporale dalla fine dell’800 ai giorni nostri. Infine, della raccolta fa parte una serie di volumi dedicati alla fluitazione del legname, con particolare riferimento a quella praticata nei fiumi del Veneto, e all’impiego delle teleferiche per il trasporto di materiali diversi, serie ricca di manuali per la progettazione e la costruzione risalenti ai primi decenni del ‘900. La terza raccolta specialistica fa riferimento alla meccanica e meccanizzazione agricola e si caratterizza per un’ampia e originale serie di manuali tecnici dedicati ai trattori e alle macchine operatrici. Il fondo Cavalli integra e completa la dotazione documentale de “La Vigna” nell’ambito delle tecnologie applicate al settore agricolo e a quello forestale, aumentando così l’interesse degli studiosi alla consultazione del patrimonio librario della Biblioteca.

## Iniziative culturali
Demetrio Zaccaria, nell'atto notarile della fondazione della sua istituzione culturale, ha voluto che la denominazione “Centro di Cultura e Civiltà Contadina”, nelle sue accezioni più ampie, precedesse l'espressione “Biblioteca Internazionale “La Vigna”. Ciò al fine di promuovere tutte quelle iniziative che, tra gli studiosi e gli appassionati, ne possano favorire e migliorare la valorizzazione. Col tempo sono divenuti sempre più articolati e qualificati i filoni progettuali cui si ispirano le attività culturali specifiche, progettate e attuate anche con l'apporto del Consiglio Scientifico, insieme a quelle realizzate in collaborazione con le Associazioni ospiti o esterne come il CRA, Centro di Ricerca per la Viticoltura di Conegliano, l'Istituto di Genetica e Sperimentazione Agraria “N. Strampelli” di Lonigo, la Fondazione Masi, l'AIS Veneto (Associazione Italiana Sommeliers), vari Consorzi locali di tutela dei Vini DOC, Cantine Sociali, FAI, Clubs Lions e Rotary vicentini, l'Associazione Italiana Cultura del Tè, la Confraternita della Vite e del Vino del Veneto Orientale e del Friuli-Venezia Giulia ecc.
Il Centro ha inoltre dato il via all'iniziativa “Amici de La Vigna”, a sostegno delle sue attività culturali e istituzionali.

## Associazioni ospiti
Il Centro ospita le seguenti associazioni, che si occupano di cultura enogastronomica nonché di valorizzazione della terra e dell'ambiente:
- Associazione “Amici dei Parchi”
- Accademia italiana “La vite e il vino”
- Accademia italiana della cucina – Sezione di Vicenza
- Gruppo micologico Bresadola – Vicenza